# جبل أوكو
جبل أوكو، أو جبل كيلوم، هو أكبر بركان في نجد أوكو، في خط بركان الكاميرون، ويقع في منطقة أوكو في الهضبة الغربية العليا في الكاميرون. إنهُ ثاني أعلى جبل في البر الرئيسي لأفريقيا الوسطى. يرتفع البركان الطبقي إلى 3011 مترًا (9879 قدمًا) فوق مستوى سطح البحر ،وتقطعهُ البحيرات البركانية الكبيرة.